# Pero asterodia
Pero asterodia là một loài bướm đêm trong họ Geometridae.